# Hrvatska sveučilišna naklada
Hrvatska sveučilišna naklada nakladnička je kuća Sveučilišta u Zagrebu.

## Povijest
Hrvatska sveučilišna naklada osnovana je 23. siječnja 1992. godine odlukom Predsjedništva Zajednice sveučilišta s ciljem da bude nakladnički servis svih hrvatskih sveučilišta, znanstvenih, obrazovnih i kulturnih institucija te pojedinaca u Republici Hrvatskoj. U dvadeset četiri godine rada objavljeno je više stotina knjiga od kojih su mnoge nekomercijalna djela, ali visoke vrijednosti, i predstavljaju temelje hrvatske civilizacije i kulture. 

## Nakladnička djelatnost
Hrvatska sveučilišna naklada spada u hrvatske nakladničke kuće srednje veličine. Objavljuje djela hrvatske znanstvene i kulturne baštine, kao i knjige svjetske kulture i znanosti s naglaskom na znanstvenu literaturu i udžbenike potrebne hrvatskim sveučilištima. Objavila je i više znanstvenih izdanja korisnih i zanimljivih široj čitalačkoj publici čime popularizira novije znanstvene spoznaje i dosege hrvatske akademske zajednice.
U značajnim nakladničkim projektima "Croatia in the war" (1992.) i "Svjedoci povijesti" (1997.) objavljena su svjedočanstva posrednih ili neposrednih sudionika o zbivanjima vezanim s raspadom bivše Jugoslavije. 
Među objavljenim naslovima ističu se knjige Ivana Rogića Nehajeva Tko je Zagreb, Benjamina Perasovića Urbana plemena, Antuna Šoljana Prošlo nesvršeno vrijeme, Joze Laušića Sutoka, Tonka Maroevića Klik, Gojka Sušca Jutarnja novost, Ivana Boškovića Orjuna-Književnost i ideologija te zbornik Kulturni bestijarij koje su nagrađene prestižnim nagradama i državnim nagradama za znanost.

## Vanjske poveznice
Mrežna mjesta
- Hrvatska sveučilišna naklada  Arhivirana inačica izvorne stranice od 24. ožujka 2016. (Wayback Machine), službeno mrežno mjesto